# Racing After Midnight
Albums de Honeymoon Suite
The Big Prize
(1985) Monsters Under Bed
(1991)
Singles
1. Cold Look
Sortie : 1988
2. Love Changes Everything
Sortie : 1988
3. Other Side Of Midnight
Sortie : 1988
4. Lookin' Out For Number One
Sortie : 1988
5. It's Over Now
Sortie : 1988

Racing After Midnight est le troisième album studio du groupe de rock canadien Honeymoon Suite. Il est sorti le 8 mars 1988 sur le label Warner Bros. Records et a été produit par Ted Templeman & Jeff Hendrickson.

## historique
En 1986, le claviériste Ray Coburn quitte le groupe et sera remplacé par Rob Preuss en provenance du groupe The Spoons. Au printemps 1987, le groupe enregistre le titre Lethal Weapon composé par Michael Kamen qui deviendra le titre principal de la 
B.O. du film L'Arme fatale. Ce titre sera d'ailleurs inclus dans cet album dans une version remixée.
Pendant l'hiver 1987, le groupe commence le travail pour le nouvel album à Los Angeles. Malheureusement, le chanteur Johnnie Dee sera percuté par une voiture à l'Aéroport international de Los Angeles et sa jambe sera brisée en plusieurs endroits. Pendant son hospitalisation, le chanteur Michael McDonald (ex-Doobie Brothers) viendra donner un coup de main au reste du groupe et participera à l'écriture de la chanson Long Way Back dont il fera aussi les chœurs.
Les titres composant cet album seront enregistré et mixés principalement dans les studios One on One de North Hollywood avec des compléments effectués dans les studios Amigo.
L'album se classa à la 6e place des charts canadiens et sera certifié double disque de platine.

## Liste des titres
| No  | Titre                                         | Auteur                                 | Durée |
| --- | --------------------------------------------- | -------------------------------------- | ----- |
| 1.  | Lookin' Out for Number One                    | Dermot Grehan, Johnnie Dee, Rob Preuss | 3:31  |
| 2.  | Long Way Back                                 | Grehan, Dee, Michael McDonald          | 4:35  |
| 3.  | Cold Look                                     | Tom Kelly, Billy Steinberg             | 4:04  |
| 4.  | Love Fever                                    | Grehan, Dee, Preuss                    | 3:33  |
| 5.  | Other Side of Midnight                        | Grehan, Dee                            | 4:05  |
| 6.  | Love Changes Everything                       | Grehan, Dee, Preuss                    | 4:21  |
| 7.  | It's Over Now                                 | Grehan, Dee                            | 4:02  |
| 8.  | Fast Company                                  | Grehan, Preuss                         | 4:13  |
| 9.  | Tears on the Page                             | Grehan, Dee                            | 3:20  |
| 10. | Lethal Weapon (Remix from The Motion Picture) | Michael Kamen                          | 2:42  |

## Musiciens
Honeymoon Suite
- Johnnie Dee: chant
- Dermot Grehan: guitares, chœurs
- Rob Preuss: claviers
- Gary Lalonde: basse
- Dave Betts: batterie

Musiciens additionnels
- Bobby LaKind: percussions
- Ted Templeman: percussions
- Michael McDonald: chœurs sur Long Way Back

## Charts & certification
| Pays       | Durée du classement | Meilleur classement |
| ---------- | ------------------- | ------------------- |
| Canada     | 21 semaines         | 6e                  |
| États-Unis | 11 semaines         | 86e                 |
| Suède      | 2 semaines          | 48e                 |

| Pays   | Certification | Ventes    | Date       |
| ------ | ------------- | --------- | ---------- |
| Canada | 2 × Platine   | 200 000 + | 13/01/1989 |

Charts singles
| Année | Single                       | Chart                  | Position |
| ----- | ---------------------------- | ---------------------- | -------- |
| 1988  | "Love Changes Everything"    | Hot 100                | 91e      |
| 1988  | "Love Changes Everything"    | Mainstream Rock Tracks | 13e      |
| 1988  | "Love Changes Everything"    | RPM Top Singles        | 10e      |
| 1988  | "Looking Out for Number One" | RPM Top Singles        | 33e      |
| 1988  | "It's Over Now"              | RPM Top Singles        | 71e      |